# ما وراء القص التاريخي
ما وراء القص التاريخي هو مصطلح أدبي صاغتهُ الباحثة الأدبية الكندية ليندا هوتشيون في أواخر الثمانينيات من القرن العشرين وهو يشمل المجالات الثلاثة: الخيال، والتاريخ، والنظرية.

## المفهوم
يُستخدم مصطلح (ما وراء القص التاريخي) في الأعمال الخيالية التي تجمع بين الأدوات الأدبية لاستكشاف الخيال التاريخي. تتميز هذه الأعمال بالإشارات المتكررة إلى نصوص فنية وتاريخية وأدبية أخرى (أي التناص)؛ من أجل إظهار اعتماد الأعمال الأدبية والتاريخية على التاريخ الخطابي.
يرتبط هذا المصطلح بأعمال الأدب ما بعد الحداثة، حيث تتميز الروايات التي تندرج تحته بانعكاس الذات بشكل مكثف وبتناقض مطالب الأحداث والشخصيات التاريخية. تستخدم بعض هذه الروايات محاكاة ساخرة كوسيلة للنقد وكشف التواريخ المكبوتة، بهدف إعادة تعريف الواقع والحقيقة.
على الرغم من تصريح هوتشيون بأن: «ما وراء القص التاريخي ليس مجرد نسخة أخرى من الرواية التاريخية». إلا أن بعض العلماء (مثل مونيكا فلودرنيك) يصفونه على هذا النحو، معتبرين أنه يمثل تحديثًا للرواية في أواخر القرن العشرين لاحتضان الرواية التاريخية وجهات نظر للرواية التاريخية في القرن العشرين.
يرتبط المصطلح ارتباطًا وثيقًا بالأعمال الأدبية ما بعد الحداثة، وعادة ما تكون الروايات وفقًا لهوتشيون، في «شاعرية ما بعد الحداثة»، وتكون  أعمال ما وراء القص التاريخي هي «تلك الروايات المعروفة والشائعة التي تتسم بانعكاس الذات بشكل مكثف، ومع ذلك فهي تناقض أيضًا مطالبة الأحداث والشخصيات التاريخية». ويتضح هذا في الأنواع التي تحاكي ما وراء التصوير التاريخي محاكاة ساخرة، والتي تستخدمها وتسيء استخدامها بحيث تشكل كل محاكاة ساخرة نقدًا للطريقة التي تثير بها إشكالية. وتُعرف هذه العملية أيضًا باسم «التخريب» للكشف عن التاريخ المكبوت وبالتالي إعادة الواقع والحقيقة.

## أمثلة
غالبًا ما توصف الأعمال بأنها أمثلة على ما وراء التأريخ، وتشمل: ويليام شكسبير، بريكليس، أمير صور (حوالي 1608)، جون فاولز، ملازم أول فرنسي (1969)، EL Doctorow's Ragtime (1975) William Kennedy's Legs (1975)، سلمان رشدي، أطفال منتصف الليل (1981)، شاشي ثارور الهندية العظيمة (1989)، حيازة بيات (1990)، مايكل أونداتجي المريض الإنجليزي (1992)، توماس بينشون ماسون وديكسون (1997) والعديد من الآخرين. من خلال السعي لتمثيل كل من الأحداث التاريخية الفعلية من الحرب العالمية الثانية، وفي نفس الوقت، إشكالية فكرة القيام بذلك بالضبط، يعرض فيلم (1969) Kurt Vonnegut's Slaughterhouse-Five منظورًا ما وراء الخيال، «برئاسة جانوس». يجادل الباحث الأدبي بران نيكول بأن رواية فونيغوت تتميز «بميزة سياسية مباشرة أكثر لما وراء القص» مقارنة بكتابات روبرت كوفر وجون بارث وفلاديمير نابوكوف.

## المؤلفون المرتبطون بالقصص التاريخية
| ديفيد ميتشل         | ...........          | بيتر أكرويد             |
| لانس أولسن          | امبرتو ايكو          | إيزابيل الليندي         |
| مايكل أونداتجي      | جيمس إلروي           | كيت أتكينسون            |
| إيفون أديامبو أوور  | تيموثي فيندلي        | مارجريت أتوود           |
| اجناسيو باديلا      | جون فاولز            | ميشيل أودين             |
| أورهان باموق        | غابريل غراسيا ماركيز | جوليان بارنز            |
| ايلينا بوناتوسكا    | وليام جولدينج        | خورخي لويس بورجيس       |
| توماس بينشون        | خوسيه ساراماغو       | جيانينا براشي           |
| إسماعيل ريد         | كازو إيشيغورو        | وليام س. بوروز          |
| سلمان رشدي          | تشارلز ر. جونسون     | ....................... |
| جين ريس             | عباس كياروستامي      | أنجيلا كارتر            |
| تالا شاهسوفارلي     | كريستيان كراخت       | جوشوا كوهين             |
| زادي سميث           | نام لينام            | روبرت كوفر              |
| نيل ستيفنسون        | ماريو فارغاس يوسا    | جون كرولي               |
| جراهام سويفت        | باري لوبيز           | فرناندو ديل باسو        |
| ................... | وو مينغ              | دون ديليلو              |
| جانيت وينترسون      | كورت فونيغوت         | خورخي فولبي             |